# Szabó Zsuzsanna (labdarúgó)
Szabó Zsuzsanna (Budapest, 1991. április 3. –) válogatott labdarúgó, középpályás.

## Pályafutása

### Klubcsapatban
A Rákosmenti TK csapatában kezdte a labdarúgást. 2006 és 2019 között az MTK labdarúgója volt, ahol öt bajnoki címet, két ezüst- és két bronzérmet szerzett a csapattal. 2020 nyarán a szlovák másodosztályban szereplő Union Nové Zámky játékosa lett.

### A válogatottban
2013-ban három alkalommal szerepelt a válogatottban.

## Sikerei, díjai
- Magyar bajnokság
  - bajnok: 2009–10, 2010–11, 2011–12, 2012–13, 2013-14
  - 2.: 2008–09, 2014-15, 2015-16
  - 3.: 2006–07, 2007–08
- Magyar kupa
  - győztes: 2010, 2013
  - döntős: 2008, 2011

## Statisztika

### Mérkőzései a válogatottban
| Magyarország | Magyarország      | Magyarország | Magyarország | Magyarország | Magyarország | Magyarország | Magyarország | Magyarország |
| #            | Dátum             | Helyszín     | Hazai        | Eredmény     | Vendég       | Kiírás       | Gólok        | Esemény      |
| ------------ | ----------------- | ------------ | ------------ | ------------ | ------------ | ------------ | ------------ | ------------ |
| 1.           | 2013. április 17. | Belatinc     | Szlovénia    | 1 – 4        | Magyarország | barátságos   | -            | 76'          |
| 2.           | 2013. május 31.   | Gyirmót      | Magyarország | 4 – 0        | Wales        | barátságos   | -            | 51'          |
| 3.           | 2013. június 2.   | Lipót        | Magyarország | 2 – 1        | Wales        | barátságos   | -            | a szünetben  |
|              | Összesen          |              |              | 3            | mérkőzés     |              | 0            | gól          |